# Il tunnel sotto il mondo
Il tunnel sotto il mondo è un film del 1969 diretto da Luigi Cozzi. 
Film d'esordio di Cozzi, è una pellicola di fantascienza sperimentale ispirata all'omonimo racconto di Frederik Pohl del 1955, un classico della satira del consumismo, in cui un'intera comunità viene tenuta prigioniera da ricercatori pubblicitari.

## Trama
L'azione si svolge nel giorno 32 di luglio, un giorno che non esiste e che si ripete all'infinito, giorno dopo giorno.
Il protagonista è costretto a ripetere in continuazione la stessa esperienza; solo lui si rende conto della cosa, mentre tutti gli altri abitanti della città continuano a vivere la loro vita come se tutto fosse normale.

## Accoglienza
Il film fu messo in programmazione al Festival internazionale del film di fantascienza di Trieste nel 1969 ed ebbe una pessima accoglienza da parte del pubblico e della critica. Nonostante questo e nonostante non abbia avuto nessuna distribuzione successiva, negli anni è diventato per alcuni un film di culto, ricevendo giudizi più benevoli. 
Degna di nota la sequenza in cui interagiscono un uomo ed un computer dotato di riconoscimento vocale ed intelligenza artificiale.